# Jawierzny
Jawierzny – niewybitne, płaskie wzniesienie w głównym grzbiecie Pasma Równicy w Beskidzie Śląskim. Ta nazwa jest najbardziej popularna, podaje ją m.in. mapa Compassu i przewodnik „Beskid Śląski”. Dawniej wzniesienie miało nazwę Jaworzny, zaś według Państwowego Rejestru Nazw Geograficznych obowiązująca nazwa to Jaworzyna. Mapa Geoportalu podaje wysokość 802 m, mapa Compassu 799 m.
Jawierzny znajduje się w Paśmie Równicy między szczytem Smrekowiec i przełęczą Baracht. Jest niemal całkowicie porośnięty lasem, tylko na jego południowo-wschodnim stoku znajduje się polana z należącym do Wisły przysiółkiem Wierch Malinka. Na południe tworzy krótki grzbiecik opływany przez dwa źródłowe cieki potoku Fiedorówka, ze stoku północno-zachodniego wypływa jeden z cieków potoku Leśnica.
Przez szczyt biegnie granica między miastem Wisłą i wsią Brenna.

## Szlaki turystyczne
Wisła Uzdrowisko st. kol. – Kamienny – Trzy Kopce Wiślańskie – Smrekowiec – Jawierzny – przełęcz Baracht – Przełęcz Salmopolska. Odległość 8,3 km, suma podejść 650 m, czas przejścia 2:55 godz., z powrotem 2:15 godz.